# Wahlkreis Edinburgh Pentlands (Schottisches Parlament)
| Edinburgh Pentlands           |
| ----------------------------- |
| Edinburgh Pentlands · Lothian |
| Gebildet                      |
| 1999                          |
| Abgeordneter                  |
| Gordon MacDonald (SNP)        |
| Regionen                      |
| Edinburgh                     |

Edinburgh Pentlands ist ein Wahlkreis für das Schottische Parlament. Er wurde 1999 als einer von neun Wahlkreisen der Wahlregion Lothians eingeführt, die im Zuge der Revision der Wahlkreise im Jahre 2011 neu zugeschnitten und in Lothian umbenannt wurde. Hierbei wurden auch die Grenzen des Wahlkreises Edinburgh Pentlands neu gezogen. Der Wahlkreis umfasst die südwestlichen Gebiete von Edinburgh und entsendet einen Abgeordneten.
Der Wahlkreis erstreckt sich über eine Fläche von 100,4 km2. Im Jahre 2020 lebten 77.996 Personen innerhalb seiner Grenzen.

## Wahlergebnisse

### Parlamentswahl 1999
| Ergebnisse der Parlamentswahl 1999 | Ergebnisse der Parlamentswahl 1999 | Ergebnisse der Parlamentswahl 1999 | Ergebnisse der Parlamentswahl 1999 |
| Partei                             | Kandidat                           | Stimmen                            | %                                  |
| ---------------------------------- | ---------------------------------- | ---------------------------------- | ---------------------------------- |
| Labour                             | Iain Gray                          | 14.343                             | 36,2                               |
| Conservative                       | David McLetchie                    | 11.458                             | 28,9                               |
| SNP                                | Stewart Gibb                       | 8770                               | 22,2                               |
| Liberal Democrats                  | Ian Gibson                         | 5029                               | 12,7                               |

### Parlamentswahl 2003
| Ergebnisse der Parlamentswahl 2003 | Ergebnisse der Parlamentswahl 2003 | Ergebnisse der Parlamentswahl 2003 | Ergebnisse der Parlamentswahl 2003 | Ergebnisse der Parlamentswahl 2003 |
| Partei                             | Kandidat                           | Stimmen                            | %                                  | ±                                  |
| ---------------------------------- | ---------------------------------- | ---------------------------------- | ---------------------------------- | ---------------------------------- |
| Conservative                       | David McLetchie                    | 12.420                             | 37,2                               | +8,3                               |
| Labour                             | Iain Gray                          | 10.309                             | 30,9                               | −5,3                               |
| SNP                                | Ian McKee                          | 5620                               | 16,8                               | −5,4                               |
| Liberal Democrats                  | Simon Clark                        | 3943                               | 11,8                               | −0,9                               |
| Socialist                          | Frank O’Donnell                    | 1090                               | 3,3                                | +3,3                               |
| Wahlbeteiligung: 33.382 (57,03 %)  |                                    |                                    |                                    |                                    |

### Parlamentswahl 2007
| Ergebnisse der Parlamentswahl 2007 | Ergebnisse der Parlamentswahl 2007 | Ergebnisse der Parlamentswahl 2007 | Ergebnisse der Parlamentswahl 2007 | Ergebnisse der Parlamentswahl 2007 |
| Partei                             | Kandidat                           | Stimmen                            | %                                  | ±                                  |
| ---------------------------------- | ---------------------------------- | ---------------------------------- | ---------------------------------- | ---------------------------------- |
| Conservative                       | David McLetchie                    | 12.927                             | 37,6                               | +0,4                               |
| Labour                             | Sheila Gilmore                     | 8402                               | 24,4                               | −6,5                               |
| SNP                                | Ian McKee                          | 8234                               | 24,0                               | +7,2                               |
| Liberal Democrats                  | Simon Clark                        | 4814                               | 14,0                               | +2,2                               |
| Wahlbeteiligung: 34.377 (59,38 %)  |                                    |                                    |                                    |                                    |

### Parlamentswahl 2011
| Ergebnisse der Parlamentswahl 2011 | Ergebnisse der Parlamentswahl 2011 | Ergebnisse der Parlamentswahl 2011 | Ergebnisse der Parlamentswahl 2011 | Ergebnisse der Parlamentswahl 2011 |
| Partei                             | Kandidat                           | Stimmen                            | %                                  | ±                                  |
| ---------------------------------- | ---------------------------------- | ---------------------------------- | ---------------------------------- | ---------------------------------- |
| SNP                                | Gordon MacDonald                   | 11.197                             | 37,3                               | +13,3                              |
| Conservative                       | David McLetchie                    | 9439                               | 31,4                               | −6,2                               |
| Labour                             | Ricky Henderson                    | 7993                               | 26,6                               | +2,2                               |
| Liberal Democrats                  | Simon Clark                        | 1420                               | 4,5                                | −9,5                               |
| Wahlbeteiligung: 30.049 (57,11 %)  |                                    |                                    |                                    |                                    |

### Parlamentswahl 2016
| Ergebnisse der Parlamentswahl 2016 | Ergebnisse der Parlamentswahl 2016 | Ergebnisse der Parlamentswahl 2016 | Ergebnisse der Parlamentswahl 2016 | Ergebnisse der Parlamentswahl 2016 |
| Partei                             | Kandidat                           | Stimmen                            | %                                  | ±                                  |
| ---------------------------------- | ---------------------------------- | ---------------------------------- | ---------------------------------- | ---------------------------------- |
| SNP                                | Gordon MacDonald                   | 13.181                             | 39,5                               | +2,3                               |
| Conservative                       | Gordon Lindhurst                   | 10.725                             | 32,2                               | +0,8                               |
| Labour                             | Blair Heary                        | 7.811                              | 23,4                               | −3,2                               |
| Liberal Democrats                  | Emma Farthing-Sykes                | 1.636                              | 4,9                                | −0,4                               |
| Wahlbeteiligung: 33.353 (60,4 %)   |                                    |                                    |                                    |                                    |

### Parlamentswahl 2021
| Ergebnisse der Parlamentswahl 2021 | Ergebnisse der Parlamentswahl 2021 | Ergebnisse der Parlamentswahl 2021 | Ergebnisse der Parlamentswahl 2021 | Ergebnisse der Parlamentswahl 2021 |
| Partei                             | Kandidat                           | Stimmen                            | %                                  | ±                                  |
| ---------------------------------- | ---------------------------------- | ---------------------------------- | ---------------------------------- | ---------------------------------- |
| SNP                                | Gordon MacDonald                   | 16.227                             | 42,4                               | +2,9                               |
| Conservative                       | Gordon Lindhurst                   | 12.330                             | 32,3                               | +0,1                               |
| Labour                             | Lezley Cameron                     | 6.998                              | 18,3                               | −5,1                               |
| Liberal Democrats                  | Fraser Graham                      | 2.213                              | 5,8                                | +0,9                               |
| Scottish Family Party              | Richard Lucas                      | 462                                | 1,2                                | +1,2                               |
| Wahlbeteiligung: 65 %              |                                    |                                    |                                    |                                    |